# Granny Made me an Anarchist
Granny Made me an Anarchist: General Franco, The Angry Brigade and Me és una autobiografia escrita l'any 2002 per l'anarquista escocès Stuart Christie. En ell, Christie hi explica la seva radicalització mitjançant la campanya pel desarmament nuclear i el Comitè dels 100, i el seu empresonament final després d'haver estat involucrat en una trama per intentar assassinar el cap d'estat espanyol Francisco Franco Bahamonde.